# Souhail Ben Radhia
Souhail Ben Radhia (Biserta, 26 agosto 1985) è un ex calciatore tunisino, di ruolo difensore.

## Carriera

### Club
Gioca l'ultima partita con l'Étoile du Sahel il 23 aprile 2009 nella vittoria casalinga per 7-0 contro l'Hammam-Lif, dove mette a segno anche un gol.
Il 2 marzo 2010 passa al Widzew Łódź, debutta in Polonia il successivo 27 marzo nel pareggio casalingo per 1-1 contro il Motor Lublino.

## Palmares

### Club
- Coppa di Tunisia: 2

Espérance: 2005-2006
CA Bizertin: 2012-2013